# Sindicato Único Nacional de la Construcción y Anexos
El Sindicato Único Nacional de la Construcción y Anexos (SUNCA) es una organización sindical uruguaya. Ubicada en la calle Yí 1538, esquina calle Uruguay en Montevideo.

## Historia
El Sindicato Único de la Construcción (SUNCA) fue  fundado el 11 de mayo de 1958. 
Tiene con un programa difusión radial llamado «La Voz del Sunca», los sábados de 7:30 a 9 horas, dirigido por Javier Días, Mario Da Silva y Javier González.
Fue su secretario el sindicalista y político Óscar Andrade, por el voto de los 80% de los trabajadores.
Actualmente el SUNCA es dirigido por Daniel Diverio.
La construcción en Uruguay se encuentra regulada por la Ley N° 14.411 del 7 de agosto de 1975.

### Estructura
La estructura del SUNCA está compuesta por el Congreso Nacional, la Asamblea General Nacional, el Consejo Directivo Nacional y el Comité Ejecutivo Nacional.
Congreso Nacional: es la autoridad máxima y se encarga de realizar la memoria, el balance, presupuesto de gastos, programa del sindicato, medidas disciplinarias, entre otros.
Asamblea General Nacional: compuesta por todos los afiliados, se reúne ordinariamente a efectos de considerar la memoria, el balance y aprobar los planes de acción.
Consejo Directivo Nacional: responsable de rendir sus informes al Congreso y a la Asamblea General.
Comité Ejecutivo Nacional: Ejerce la dirección sindical en Montevideo, sus principales tareas consisten en hacer cumplir los planes de organismo superiores, designar funcionarios administrativos, autorizar compra y venta de los bienes del SUNCA.